# 禮讚生命樹壁畫
《禮讚生命樹》或《摩尼教徒禮拜光明王國生命樹》是一幅位於新疆吐魯番市柏孜克里克千佛洞第38窟（克倫威德爾編號第25窟）的摩尼教壁畫，描繪摩尼教徒禮拜生命樹的場景。根據該教教義，光明王國中生長着生命樹，它有三根樹幹，象徵光明王國統治世界的東、西、北三方。

## 概述

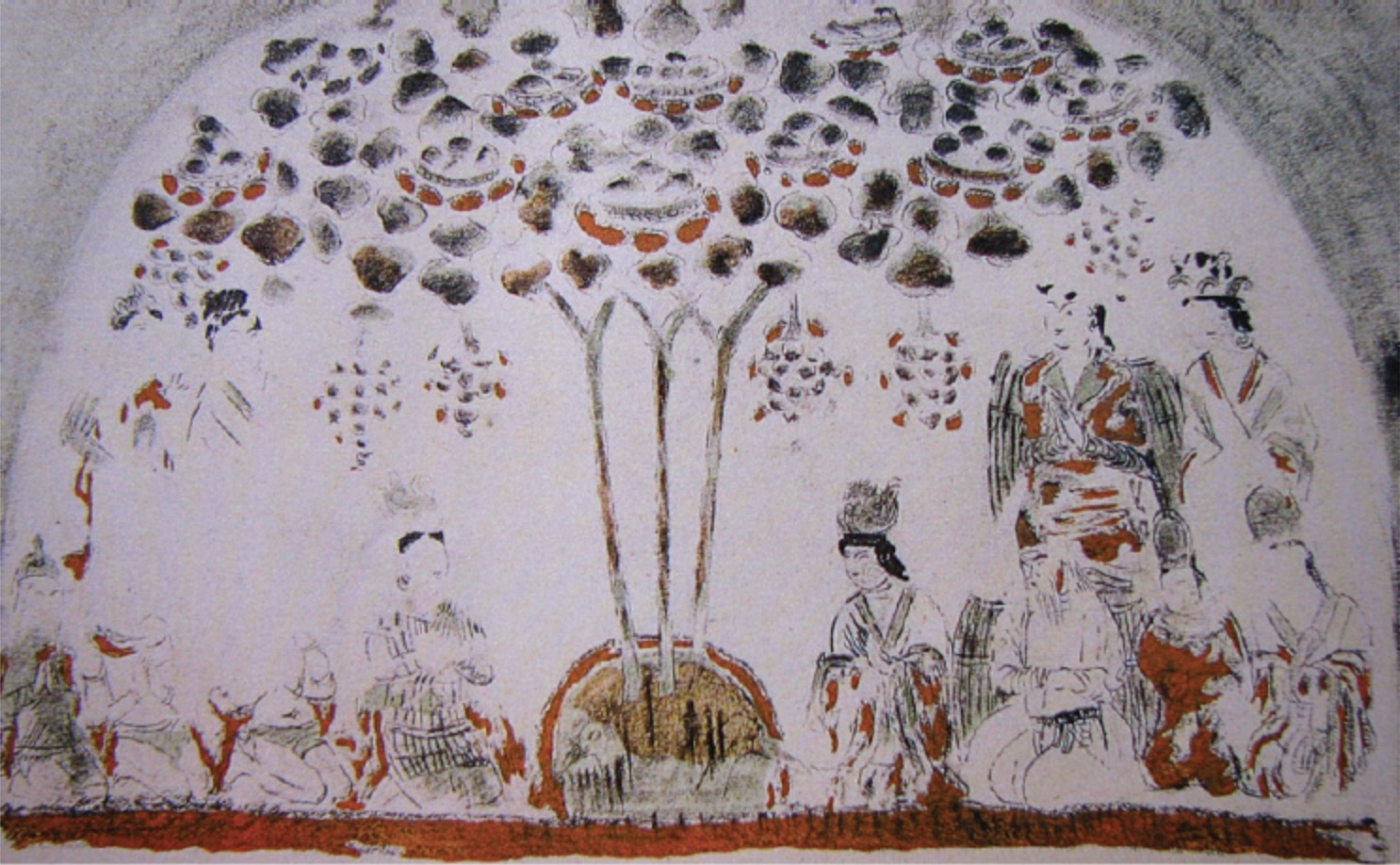
哈金臨摹的壁畫彩圖

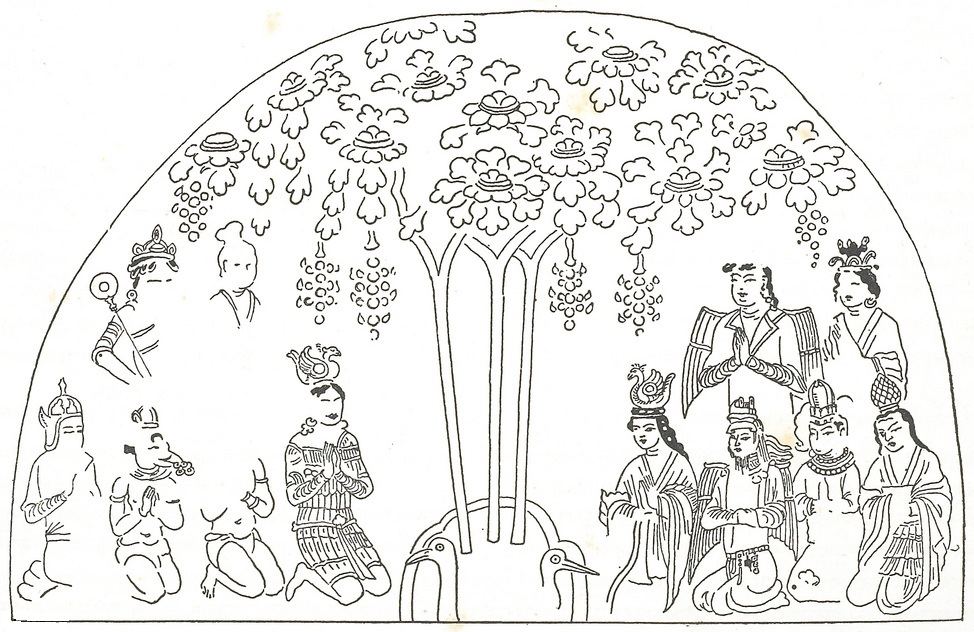
克倫威德爾繪製的線摹圖

這幅壁畫發現於20世紀初期，當時就已經嚴重破損。為了便於研究，德國考古學家艾伯特·克倫威德爾繪製了一幅黑白線摹圖，之後又有法國考古學家約瑟夫·哈金臨摹的彩圖。:229–231
畫面中心描繪一棵有三根樹幹的生命樹，樹上枝葉繁茂，香花盛開，果實纍纍，並有碩大的葡萄串自樹枝垂下，整棵樹看起來有如一頂巨大的華蓋。樹下的水池可能是七寶香池，池中繪有兩隻鳥注視着禮拜的人群。樹幹左右兩邊各有六名正在敬禮生命樹的人物，其中四名跪在前方，兩名站在後方。他們衣着精美，頭戴裝飾華麗的高冠。其中有長有雙翼的天使、信徒以及其他神靈。天使名、讚辭與願文是回鶻文，寫在水池中和畫幅下的邊欄中。
香池下方有以回鶻字母豎排書寫的回鶻文，類似祝禱文：「這是守護神靈的集會」、「我，薩維特，在孔雀畫像前，寫下這一切，但願不再有罪惡，但願[…]獲得保護」、「奧圖坎·英格薩坎克（和）夸特盧克·譚彌須·基亞，但願他們獲得保護[…]我謙遜地完成了這一切[…]但願獲得安寧。請赦免我的罪過。」雖然祝禱文中的某些內容有涉及到壁畫，但這些文字並不是原初創作者所留下的。:231–233

## 另見
- 粟特文摩尼教書信
- 摩尼教壁畫殘片 MIK III 6918